# Авл Габиний
Авл Габи́ний (лат. Aulus Gabinius; приблизительно 110 — 47 до н. э., Салоны, Иллирия, Римская республика) — римский военачальник и политический деятель из плебейского рода Габиниев, консул 58 года до н. э. Согласно одной из гипотез, начал карьеру как военный трибун в армии Луция Корнелия Суллы во время Первой Митридатовой войны. Долгое время был союзником Гнея Помпея Великого. В 67 году до н. э. в качестве народного трибуна добился принятия законов о передаче Манию Ацилию Глабриону командования в Третьей Митридатовой войне, а Помпею — командования в войне со средиземноморскими пиратами. Участвовал в войнах Помпея на Востоке.
В 58 году до н. э. в качестве консула Габиний способствовал изгнанию Марка Туллия Цицерона, который с этого момента был его врагом. В 57—54 годах Авл был наместником Сирии. Он подавил ряд восстаний в Иудее, разбил набатейских арабов и самовольно предпринял поход в Египет, чтобы восстановить на престоле Птолемея XII Авлета. По возвращении в Рим в 53 году Габиний был привлечён к суду за оскорбление величия римского народа, вымогательства и подкуп и был вынужден уйти в изгнание. В 48 году до н. э. он вернулся в Рим и стал легатом в армии Гая Юлия Цезаря; командуя армией в Иллирии, Габиний умер от болезни.

## Биография

### Происхождение
Род Габиниев происходил, предположительно, из Кампании. В III веке до н. э. в городе Калы жили самые ранние из упоминаемых в источниках носителей этого номена; они были рабами и занимались гончарным делом. По этой причине народного трибуна 139 года до н. э. его политические противники называли «внуком раба» (uernae nepos). Во II веке до н. э. произошло возвышение семьи: известно, что в 167 году, по окончании Третьей Македонской войны, пропретор Луций Аниций Галл оставил некоего Габиния префектом в бывшей столице Иллирийского царства — городе Скодра.
Предположительно, именно префект стал предком всех последующих Габиниев, поднявшихся до уровня сенатского сословия. Народный трибун 139 года до н. э. Авл Габиний, по мнению Эрнста Бэдиана, был сыном родоначальника, а по мнению Роберта Броутона — внуком. К следующему поколению рода относятся Авл и Публий Габинии. Последний занимал должность претора в один год с Квинтом Цецилием Метеллом Пием (в 89 или 88 году до н. э.), а потом управлял провинцией Македония; первый был квестором на Востоке при Марке Антонии Ораторе (по одной из версий), потом — предположительно, претором, а позже — легатом в Союзнической войне, в одном из сражений которой погиб. Его сыном в историографии и считается Авл Габиний, первым из своего рода достигший консулата.

### Военный трибун
В историографии нет единого мнения о том, как начиналась карьера Авла. У Плутарха упоминается военный трибун Габиний (без преномена), служивший в армии Луция Корнелия Суллы во время Первой Митридатовой войны: известно, что накануне битвы при Херонее в 86 году до н. э. Габиний командовал легионом, который занял этот город по просьбе его жителей. По-видимому, трибун пользовался особым доверием Суллы: позже, в 81 году до н. э., диктатор направил его в Азию, чтобы заставить наместника этой провинции Луция Лициния Мурену прекратить самовольно начатую войну с Митридатом. Габиний успешно справился с этой задачей и отказался от подарков, предложенных ему понтийским царём.
В связи со вторым эпизодом источники называют преномен Габиния — Авл. Фридрих Мюнцер уверенно заявляет, что отождествление этого военного с консулом 58 года до н. э. невозможно с точки зрения хронологии; он считает, что в 60-е годы до н. э. будущий консул Авл Габиний был ещё молод. Иного мнения придерживался Эрнст Бэдиан. Этот исследователь обратил внимание на тот факт, что Авл-консул должен был где-то получить большой военный опыт, и считает, что хронология не мешает его гипотезе. Бэдиан предположил, исходя из данных о возрасте Марка Пупия Пизона и Луция Афрания (военных, которых, как и Габиния, выдвинул в консулы Гней Помпей Великий), что Авл родился приблизительно в 110 году до н. э. В 88 году Сулла, готовившийся к походу на Митридата, поднял мятеж против Республики, и в результате все офицеры-аристократы за единственным исключением оставили его армию. Поэтому ему пришлось набирать новых людей; одним из этих офицеров и мог быть Авл Габиний.
Именно в окружении Суллы Авл мог сблизиться с людьми, сыгравшими важную роль в дальнейшей истории Рима, — Луцием Сергием Катилиной (эту близость неоднократно подчёркивает Марк Туллий Цицерон), Гнеем Помпеем Великим, Луцием Афранием, Титом Лабиеном. Бэдиан предположил (тут же признав, что гипотеза эта абсолютно недоказуема), что Габиний сражался под началом Помпея в Испании против Квинта Сертория. На тот момент он мог быть квестором, квесторием или легатом. Каких-либо свидетельств о дате и обстоятельствах его квестуры в источниках нет.

### Народный трибун
Первое бесспорное свидетельство о будущем консуле Авле Габинии относится к 67 году до н. э., когда этот человек занимал должность народного трибуна. Он получил магистратуру благодаря поддержке Гнея Помпея, в этот период обладавшего большим влиянием: в 71 году Помпей принял участие в подавлении восстания Спартака, а в 70 году был консулом и провёл долгожданные реформы. Бэдиан предполагал, что покровительство Гнея сдвинуло карьеру Габиния с мёртвой точки, так что и квестура последнего могла приходиться на 70 или 69 год.
В начале 60-х годов до н. э. Рим вёл очередную войну с Митридатом; командовавший восточной армией Луций Лициний Лукулл одерживал победы, но не мог нанести врагу решающее поражение. В Риме росло недовольство, поддерживаемое публиканами и лидерами популяров — Публием Клодием и Луцием Квинкцием. Заключив союз с последним, Авл Габиний предложил законопроект, согласно которому наместничество в Вифинии и Понте переходило к одному из консулов текущего года — Манию Ацилию Глабриону. Эта мера явно была направлена против Лукулла, и во время народных сходок Габиний старался вызвать у своих слушателей ненависть к этому полководцу; в частности, он показывал собравшимся изображение роскошной усадьбы, которая строилась в те годы для Лукулла под Тускулом. В конце концов закон был принят, и с этого момента у Луция Лициния уже не оставалось провинций — только армия. В следующем году командование на Востоке перешло к Помпею.
Габиний выдвинул ещё одну инициативу, связанную с необходимостью бороться против пиратов. К 60-м годам до н. э. киликийцы своими разбоями фактически парализовали всю торговлю на Средиземном море, угрожая в том числе и снабжению Рима продовольствием. Поэтому Габиний предложил предоставить одному из консуляров чрезвычайные полномочия на всём морском побережье (на полосе шириной в 40 стадиев). Обладатель этого империя получал право сформировать и возглавить огромный флот, использовать для своих нужд средства из казны, назначать легатов из числа сенаторов. Трибун не назвал имя, но всем было ясно, что этот законопроект разработан специально для Гнея Помпея.
Инициатива Габиния вызвала ожесточённое сопротивление в сенате. Плутарх утверждает, что в её поддержку выступил только Гай Юлий Цезарь; противников законопроекта возглавили влиятельный консуляр Квинт Лутаций Катул, лучший оратор эпохи Квинт Гортензий Гортал, оба действующих консула — Маний Ацилий Глабрион и Гай Кальпурний Пизон. К ним примкнули двое коллег Габиния, Луций Росций Отон и Луций Требеллий. В результате сенат отклонил законопроект, но Габиний тут же перенёс обсуждение в народное собрание. Там он пригрозил Требеллию лишением должности, если тот наложит вето, а Отону просто не дал выступить. В конце концов закон был принят.
Источники упоминают ещё один Lex Gabinia, который запрещал предоставлять займы послам других государств, находящимся в Риме. Первое упоминание относится к 56 году до н. э., и неясно, когда этот закон был принят: во время трибуната Габиния или во время его консулата (в 58 году до н. э.).

### Высшие магистратуры
В 66 году до н. э. Помпей, отправлявшийся на войну с Митридатом, захотел назначить Габиния легатом в свою армию. Он встретил сопротивление сената и народных трибунов; при этом известно, что Марк Туллий Цицерон, один из преторов того года, выступил за это назначение и был готов созвать заседание сената в случае, если консулы не захотят это сделать. Неизвестно, как всё разрешилось, но в 65 году Габиний уже был на Востоке и, командуя частью армии Помпея, «продвинулся за Евфрат до самого Тигра». В том же или в следующем году он, как подчинённый Марка Эмилия Скавра, принял участие в войне между двумя братьями-Хасмонеями — Гирканом и Аристобулом, боровшимися за власть над Иудеей. Римляне встали на сторону Аристобула и обеспечили ему победу, но вскоре этот царь обвинил перед Помпеем Скавра и Габиния в вымогательстве у него взятки — в 400 и 300 талантов, соответственно. Никаких последствий для военачальников это не имело.
Позже Помпей начал войну с Аристобулом. Царь предложил мир и контрибуцию, но Габиний, прибывший в Иерусалим за деньгами, ничего не получил. Следствием этого стало взятие города штурмом. По возвращении в Рим Габиний был привлечён к суду в рамках дела, «угрожавшего его гражданским правам». Об этом процессе известно только, что защитником был Марк Туллий Цицерон и что приговор был оправдательным. Предположительно, в 61 году до н. э. Габиний получил претуру; во всяком случае, Роберт Броутон считает наиболее вероятной именно эту дату, учитывая требования Корнелиева закона и тот факт, что в 63 году Авл ещё был на Востоке.
59 год до н. э. стал годом политического триумфа Помпея и Цезаря, образовавших совместно с Марком Лицинием Крассом первый триумвират. Цезарь стал консулом и постарался обеспечить избрание консулами на следующий год своего тестя Луция Кальпурния Пизона Цезонина и помпеянца Габиния. Второй консул, Марк Кальпурний Бибул, активно этому противодействовал, но потерпел поражение, хотя его поддержал Марк Порций Катон.
Главной задачей Габиния в качестве консула было поддерживать триумвиров. Его союзником в этом деле, помимо коллеги, стал народный трибун Публий Клодий Пульхр, который уже в начале года добился принятия закона о провинциях для Габиния и Пизона. По истечении полномочий Габиний должен был получить в управление Киликию, а согласно второй редакции закона — считавшуюся более перспективной Сирию; Пизон же получал Македонию. Согласно другой версии, Македонию и Киликию консулы получили от сената, а Клодий смог обеспечить Габинию более богатую Киликию без жеребьёвки. Позже, когда выяснилось, что только что аннексированный Кипр не будет сразу включён в состав этой провинции, Габиний потерял к ней интерес и захотел Сирию. Исследователи считают Клодиев закон своеобразной попыткой трибуна подкупить консулов, чтобы те не мешали расправе с его врагом — Цицероном.
Марк Туллий был привлечён к суду по обвинению в бессудной казни римских граждан (сторонников Катилины). Габиний решительно поддержал обвинителей: он запретил доступ в сенат депутации, которая просила пощадить Цицерона, выслал из Рима самого активного просителя, всадника Луция Элия Ламию, запретил сенаторам носить в знак сочувствия к подсудимому траур. Пизон Цезонин, на помощь которого рассчитывал Цицерон, отказал ему, сославшись на коллегу. В конце концов Марк Туллий удалился в добровольное изгнание, а консулы на народной сходке выступили с решительным осуждением расправы над катилинариями. Известно, что Габиний организовал разграбление виллы Цицерона под Тускулом. Позже, когда отношения между Клодием и Помпеем испортились, Габиний занял сторону последнего, и результатом стала открытая конфронтация, в которой дело доходило даже до уличных стычек его сторонников с клодианцами. Народный трибун посвятил его имущество Церере; не дожидаясь окончания своих полномочий, Габиний уехал на Восток.

### Наместничество в Сирии
Прибыв в свою провинцию, Габиний столкнулся с восстанием в Иудее, которое возглавил сын Аристобула Александр. Римляне разбили повстанцев в сражении близ Иерусалима (в нём погибли 3 тысячи иудеев) и осадили царевича в крепости Александрион. Здесь проконсул оставил часть армии под командованием префекта конницы Марка Антония, а сам с остальными силами установил контроль над всей страной; ряд городов по его приказу был восстановлен и заселён заново. Затем Габиний вернулся к Александриону и принудил его защитников к капитуляции. Закончив эту войну, проконсул реформировал политический строй Иудеи: полномочия царя Гиркана были ограничены делами Храма, а в каждом из пяти округов был образован свой синедрион, что означало полную децентрализацию управления.
Вскоре (в 56 году до н. э.) восстание возобновилось; возглавил его на этот раз сам Аристобул, бежавший из Рима. Габиний направил в Иудею Марка Антония и двух легатов — своего сына, Габиния Сизенну, и Сервилия (или Сервиана). Эти военачальники разбили повстанцев при Махероне, взяли Аристобула и ещё одного его сына, Антигона, в плен и привезли их закованными в цепи к проконсулу. Тот отправил пленников в Рим. Сенат освободил Антигона и Александра, так как «Габиний письменно сообщил, что он обещал жене Аристобула свободу её детям взамен выданных ему крепостей».
«Несчастных откупщиков (я и сам несчастен, видя несчастья и скорбь этих людей, оказавших мне такие услуги!) он отдал в рабство иудеям и сирийцам — народам, рождённым для рабского состояния. С самого начала он принял за правило (и упорно придерживался его) не выносить судебного решения в пользу откупщика; соглашения, заключённые вполне законно, он расторг, право содержать под стражей отменил, многих данников и обложенных податями освободил от повинностей; в городе, где он находился сам или куда должен был приехать, запрещал пребывание откупщика или раба откупщика».
Замирив Иудею, Габиний начал поход на арабов, беспокоивших Сирию своими набегами, когда к нему прибыл с просьбой о помощи Митридат III — царь Парфии, свергнутый своим братом Ородом II. Проконсул начал подготовку к войне с парфянами, а согласно Иосифу Флавию, даже вторгся в Месопотамию, но был вынужден вернуться вскоре после переправы через Евфрат. Источники по-разному пишут о причинах возвращения: виной всему был либо запрет сената, либо письмо Гнея Помпея и полученная Габинием взятка.
Заплатил проконсулу, согласно Аппиану и Плутарху, египетский царь Птолемей XII Авлет. Этот монарх, изгнанный своими подданными, пытался получить в Риме помощь, чтобы вернуть себе престол. Когда из этой затеи ничего не вышло (разные политические группировки не смогли договориться между собой о том, какую помощь оказать — военную или дипломатическую), Птолемей обратился к Габинию и пообещал ему 10 тысяч талантов. Согласно Плутарху, проконсул сначала колебался, поскольку путь в Египет лежал через пустыню, а большинство его офицеров было против такого похода, к тому же не разрешённого сенатом; но свою роль сыграли громадность предложенной суммы и уговоры Марка Антония. Обвинив египетские власти в оказании помощи средиземноморским пиратам, Габиний в марте 55 года до н. э. двинул армию на юг. Передовой отряд под командованием Антония без боя занял Пелузий, считавшийся воротами Египта, а потом в решающем сражении у Александрии римляне разбили войско царицы Береники. Муж последней Архелай, согласно одной из версий, попал в плен и был тут же убит по приказу Габиния. Столица сдалась без боя; Птолемей Авлет снова взошёл на престол.
В Египте Габиний пробыл недолго, так как вскоре пришли известия о грабежах пиратов на побережье и о новом восстании царевича Александра. Проконсул оставил часть войск в Александрии для охраны царя, а с остальными вернулся в провинцию. У горы Итавирион он разбил иудеев и положил конец восстанию, а потом победил набатеев. Тем временем в Риме был принят закон Требеллия (апрель 55 года до н. э.), который передавал Сирию в управление Марку Лицинию Крассу сроком на пять лет. Дождавшись преемника, Габиний отправился в Рим.

### Изгнание и последние годы жизни
В римском сенате в эти годы деятельность Габиния осуждали. Особенно негативно к сирийскому наместнику относился вернувшийся из изгнания Цицерон. Уже в 56 году до н. э. в сенате обсуждалась инициатива Публия Сервилия Исаврика об отзыве Габиния и Пизона Цезонина из их провинций; Цицерон тогда произнёс большую речь в поддержку этого предложения, но консул Луций Марций Филипп обвинил его в пристрастности. В конце концов Авл сохранил за собой Сирию. Когда он обратился с просьбой о благодарственном молебне по случаю его победы над Аристобулом, сенат ответил отказом. Возвращаясь из Сирии, Габиний надеялся получить триумф, но снова получил отказ и только тогда пересёк священную границу Рима (27 сентября 54 года).
К тому моменту против Авла были инспирированы сразу три судебных процесса. В рамках первого из них Габинию инкриминировали оскорбление величия римского народа, поскольку он двинулся в Египет вопреки пророчеству Сивиллиных книг; обвинителем был Луций Корнелий Лентул, судьёй — претор Гай Альфий. Цицерон в одном из своих писем обвиняет Лентула в «невероятном ребячестве» в ходе этого процесса и говорит, что тот по всеобщему мнению сговорился с обвиняемым. Благодаря этим обстоятельствам, а также «удивительным усилиям Помпея» 38 присяжных из 70 проголосовали за оправдательный вердикт, согласившись с тем, что Сивилла имела в виду совсем другое.
Второе обвинение, в вымогательстве, выдвинул Тиберий Клавдий Нерон, но позже роль обвинителя перешла к Гаю Меммию. На этот раз Габиний чувствовал себя достаточно уверенно: Помпей произнёс речь в его защиту на народной сходке, а Цезарь, чтобы его поддержать, прислал из Галлии письмо, которое во всеуслышание читали на улицах Рима. Защитником стал Цицерон (явно по настоянию Помпея и против своей воли). Но всё это не помогло. Народ был настроен против подсудимого, поскольку сразу после первого процесса Тибр вышел из берегов, затопив ряд жилых кварталов и подмочив зерно в государственных амбарах; поэтому плебс был уверен, что боги разгневаны оправданием явного преступника. Второй приговор был обвинительным, и Габиний, не имея возможности выплатить огромный штраф, удалился в изгнание. По этой причине третий процесс, по обвинению в подкупе, так и не состоялся.
Следующее упоминание об Авле Габинии относится ко временам гражданской войны между Помпеем и Цезарем. Зимой 48/47 годов до н. э., когда Помпей уже был мёртв, Габиний, вступивший в армию Цезаря вместе с другими изгнанниками, повёл 15 когорт пехоты и 3 тысячи конницы из Италии в Иллирию, на соединение с Квинтом Корнифицием. Страдая от нехватки продовольствия из-за времени года, он был вынужден нападать на иллирийские общины и часто терпел неудачи. Наконец, он был разбит в большом сражении и отступил в город Салоны; там, «изнемогая от всякого рода затруднений и нужды», Габиний умер от болезни.

## Семья
Авл Габиний был женат на Лоллии (согласно одной из гипотез, дочери или сестре Марка Лоллия Паликана, народного трибуна 71 года до н. э.). В источниках есть сообщения о том, что эта матрона изменяла мужу с Гаем Юлием Цезарем; возможно, эта информация впервые была опубликована в памфлетах Марка Кальпурния Бибула, тексты которых во время его консульства выставлялись на улицах Рима на обозрение толпы. Сыном Габиния источники называют некоего Сизенну; этот когномен носили только Корнелии, и учёные предполагают, что Габиний усыновил отпрыска патрицианской семьи — возможно, сына историка Луция Корнелия Сизенны.

## Оценки
Габиний упоминается в ряде речей и писем Цицерона. Последний считал его своим врагом и соответственно выступал с обвинениями и разоблачениями, называя Габиния «извергом», «могильщиком государства», «худшим из всех негодяев», человеком, «запятнанным гнуснейшими преступлениями», «свирепым и отвратительным зверем». Для Плутарха Габиний был «самым необузданным из льстецов Помпея». Иосиф Флавий, совершенно непричастный к римской внутриполитической жизни середины I века до н. э., пишет о Габинии с симпатией, отмечая наличие у него ряда «врождённых достоинств».
Исследователи констатируют, что Авл Габиний не был самостоятельной политической фигурой. Бэдиан писал, что он управлял Сирией «с неподкупной честностью» и относил его к числу выдающихся полководцев и администраторов, «наиболее интересных второстепенных деятелей поздней республики». Предметом отдельных дискуссий в историографии являются гипотетическое тождество военного трибуна Габиния с консулом 58 года до н. э., время, когда Авл стал «человеком Помпея», объём полномочий Габиния в Сирии (Цицерон в одной из своих речей говорит о «неограниченном империи», и учёные трактуют эти его слова по-разному), датировка его приготовлений к походу в Парфию.